# Absences répétées
Pour plus de détails, voir Fiche technique et Distribution.
Absences répétées est un film français de Guy Gilles, sorti en 1972.

## Synopsis
François, 22 ans, travaille dans une banque au milieu d’une agitation permanente qui lui paraît stérile. Il est très mélancolique et semble ne plus avoir goût à la vie ; il passe le plus clair de son temps à se droguer et à s'isoler dans sa chambre, ne s'alimentant presque plus, causant le désespoir de sa copine Sophie, une danseuse à l'Opéra et de ses parents chez lesquels il vit. Quand il ne se drogue pas, François voit ses amis : Guy qu'il connait de longue date et Pierrot, un garçon un peu plus jeune. Multipliant les absences à son travail, François finit par en être renvoyé, ce qui augmente son amertume et la tristesse de son existence. Il finit notamment par se séparer de Sophie. Alors qu'il décide de quitter Paris, il meurt d'une overdose. Sa mère, ne supportant pas sa mort, se suicide quelques jours plus tard. Guy, qui se recueille devant la tombe où sont enterrés son ami et sa mère, ressort une phrase qu'avait l'habitude d'écrire François : « Je croyais que la vie était un poème ». 

## Fiche technique
- Titre : Absences répétées
- Réalisation : Guy Gilles, assisté de Pascal Vidal
- Photographie : Philippe Rousselot
- Son : Jean-Louis Ducarme
- Montage : Hélène Viard
- Musique : Jean-Pierre Stora
- Chanson interprétée par : Jeanne Moreau
- Production : Les Films du Prisme, Productions de la Guéville, Gaumont International
- Distributeur d'origine : Gaumont Distribution
- Genre : drame
- Format : couleur et noir et blanc - 16 mm
- Pays :  France
- Durée : 79 minutes
- Date de sortie :
  - France : 1er novembre 1972

## Distribution
- Patrick Penn : François Naulet
- Danièle Delorme : la mère de François
- Yves Robert : le père de François
- Nathalie Delon : Sophie, la copine de François
- Patrick Jouané : Guy
- Corinne Le Poulain : Marie, la femme de Guy
- Thomas Andhersen : Pierrot
- Claude Génia : Madame (Jeanne) Larivière
- Pierre Bertin : le vieux dandy homosexuel dans la réception
- Jacques Castelot : le directeur de la banque
- Gabriel Cattand : le policier
- Xavier Gélin : le deuxième policier (rôle bref)
- Richard Berry : un employé de la banque (rôle bref)
- Jean-François Balmer : un employé du café  (rôle bref)
- Sylvie Vartan : apparition dans la réception
- Jeanne Moreau : apparition dans le hall d'un cinéma
- Guy Gilles : apparition dans la boite de nuit

## Accueil
Claude Bouniq-Mercier écrit dans Guide des films aux éditions Éditions Robert Laffont : « Un film sensible et très personnel, au ton bressonnien, qui s'appuie sur le journal d'un suicidé pour dire le mal de vivre. Un film délicat et douloureux ». En citant Michel Grisolia dans Cinéma 72 (no  170), il ajoute : « C'est le film du temps qui passe, qui efface et que Guy Gilles traque par l'œuvre d'art »
Roman Chestak livre un autre ressenti dans Le Guide du cinéma chez soi (Télérama hors série de l'année 2002). « François ? Absent. Absent à la vie, absent à lui-même. Histoire d'un voyage au bout de la nuit, d'un refus de vivre. Drogue. Homosexualité. Rejet des autres, même lorsque les autres sont là. Rejet de soi. Film triste, déchirant, un rien trop précieux [...] »